# 日本闭壳蛤
是帘蛤目帘蛤科Claudiconcha的一种。主要分布于韩国、中国大陆、台湾，常栖息在潮间带。